# Opération Ayesha
L'opération Ayesha s'intègre dans le cadre de l'opération « Fortitude Sud » à la fin de la Seconde Guerre mondiale, visant à tromper l'ennemi allemand quant au débarquement prévu en Normandie, en leur faisant croire que le débarquement principal des troupes alliées en France aurait lieu sur les côtes du Pas-de-Calais.

## Déroulement
En avril 1944, les Britanniques qui soutiennent le réseau Mithridate de résistants français en coordination avec le BCRA, parachutent un nouveau poste de radio, nommé « Ayesha », qui doit permettre de communiquer en phonie avec Londres (plutôt qu'en morse) sans être détecté. Sa portée maximale annoncée à 250km impose un essai dans le Nord-Pas-de-Calais : Frédéric Donet, à qui est confiée cette mission en tant que chef-adjoint du réseau Mithridate, fait appel à Michel Stoven, camarade de feu et ami proche depuis la Grande Guerre, pour tester l'appareil chez lui à Renescure.
Le premier essai a lieu le 20 avril 1944, avec le chef-radio Rogatien Gautier alias « Roddy » : la communication est établie avec Londres en radiophonie – succès qui marque un réel progrès pour l'époque. Les jours suivants, et malgré des soupçons manifestes que l'appareil n'est pas indétectable, le second fils Stoven, Charles, poursuit les essais radios.
En mai, un plan de la London Controlling Section vise à déployer un réseau de postes Ayesha entre la frontière belge et le Cotentin. Dans ce cadre, une communication plus importante est prévue le 19 mai, toujours depuis Renescure chez les Stoven, par Frédéric Donet et Roddy du réseau Mithridate, en compagnie d'Antoine Masurel (chef du réseau Phratrie). Mais après quelques minutes seulement, la maison est encerclée par des militaires allemands, et tous sont arrêtés.

## Plusieurs résistants exécutés
Frédéric Donet, Rogatien Gautier et Antoine Masurel sont durement interrogés par la Gestapo militaire, en plusieurs lieux avant d'être regroupés à la prison de Fresnes puis transférés à la prison de Saint-Gilles à Bruxelles, où ils sont formellement condamnés à mort. Embarqués dans le « Train fantôme» à destination de l'Allemagne, ils sont libérés in extremis le 3 septembre,.
Michel et Charles Stoven seront déportés en Allemagne au mois d'août et exécutés le 25 septembre 1944.
De nombreux autres membres du réseau Mithridate sont également arrêtés dans les jours qui suivent l'opération : 
- Jean Guet (chef du secteur Nord) ainsi que Bressac (chef du réseau) et plusieurs autres agents Mithridate, rejoignent les prisonniers à Fresnes, jusqu'à leur libération à Bruxelles.
- Fernand Morneau, René Stahl et Robert Vechierini seront fusillés le 24 août au fort de Seclin.

## Causes et succès de cette mission-suicide
L'opération Ayesha et le sacrifice de ces résistants aura certainement contribué au maintien d'importantes forces allemandes dans la partie Nord de la France et en Belgique, et ce même après le débarquement effectif sur les côtes normandes.
En effet, dès les premiers interrogatoires de Frédéric Donet comme de Rogatien Gautier, il apparaît que l'Abwehr allemande est renforcée dans ses convictions par la capture, en arrière du Pas-de-Calais, des chefs de réseaux de renseignement militaire de premier plan, en contact direct avec Londres. Cette conviction erronée des Allemands sera confirmée plus tard au général Donet par le général Blumentritt, ancien chef d'état-major de Von Runstedt qui commandait l'armée allemande à l'Ouest au moment du débarquement en Normandie.
D'après le récit des survivants, il ressort également des interrogatoires par la Gestapo militaire, que : 
- La longueur d'onde d'émission du poste Ayesha était réglée sur celle des chars allemands, présents dans la région. Ainsi dès le premier essai en avril, la sécurité des résistants était compromise[5],[6].
- Du fait de la trahison d'un opérateur radio du réseau Mithridate quelques mois auparavant, l'Abwehr connaissait le code QIZ[c] dédié aux transmissions et était ainsi informée du rendez-vous du 19 mai[2].